# بيتر سيلاجي (سياسي)
بيتر سيلاجي (بالمجرية: Péter Szilágyi)‏ هو موزع وسياسي مجري، ولد في 28 مايو 1954 في المجر، وتوفي بنفس المكان في 30 مايو 2013. حزبياً، نشط في الحزب الإشتراكي المجري. وقد انتخب عضو الجمعية الوطنية المجرية.